# Legacy-free PC
Legacy-free PC (tạm dịch: PC phi truyền thống) là một loại máy tính cá nhân (PC) không chứa các thành phần hay cổng kết nối phần cứng vi tính được coi là "cũ" hay "truyền thống" (legacy) như ổ đĩa mềm hoặc đĩa quang, các cổng cũ như parallel hay serial port, cổng ISA, hay đôi khi là không có các cổng mở rộng nào (ISA, PCI hay AGP đến hiện tại bị thay bằng PCIe). Theo Microsoft, mục tiêu căn bản của các yêu cầu như vậy là hệ điều hành, thiết bị hay người dùng cuối sẽ không thể phát hiện ra các thiết bị sau: cổng và các thiết bị ISA, bộ điều khiển đĩa mềm (FDC), PS/2, serial, parallel và các cổng cắm điều khiển game cũ (game ports). Các cổng cũ có thể được thay bằng chuẩn kết nối mới như Universal Serial Bus (USB). Dựa trên chuẩn USB, có thể sử dụng bộ chuyển, bộ thích ứng (adapter) để kết nối các thiết bị cũ vào loại PC như này. Theo PC System Design Guide (Bộ hướng dẫn thiết kế hệ thống PC) ấn bản 2001 của Microsoft, một chiếc PC phi truyền thống phải có khả năng khởi động hệ điều hành từ một thiết bị USB với sự hỗ trợ từ BIOS.
Một chiếc legacy-free PC khi được loại bỏ các cổng kết nối ngoại vi cũ sẽ có hình dáng tương đối nhỏ gọn hơn các PC truyền thống, mà thường sẽ rơi vào trường hợp mini PC/nettop (PC dạng nhỏ gọn) hoặc all-in-one; các loại khác như netbook hay ultrabook cũng có thể gọi là legacy-free. Những chiếc PC dạng này có thể sẽ khó nâng cấp phần cứng hơn dạng PC truyền thống, thường người ta sẽ thay bằng một chiếc máy mới khi máy cũ đã lỗi thời.
Trong thập niên đầu tiên của thế kỉ 21, các PC phi truyền thống đã trở nên phổ biến hơn khi các cổng cũ có xu hướng bị loại bỏ dần, thay bằng USB, mặc dù cổng PS/2 ở thời điểm đó vẫn còn một số công dụng.

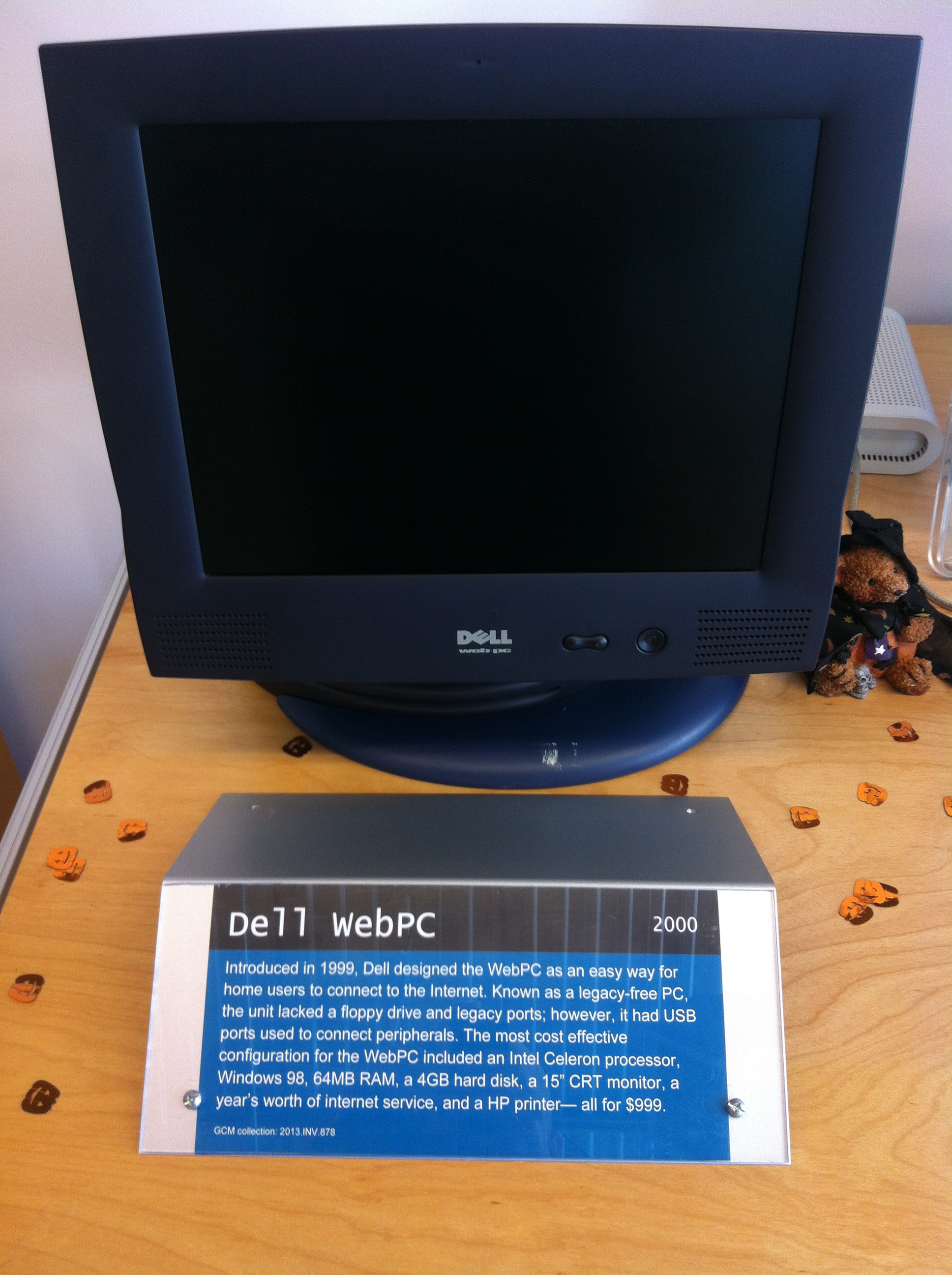
Dell WebPC, một ví dụ của legacy-free PC giá rẻ từng được bán trong một thời gian ngắn từ năm 1999 đến 2000, là một phần trong việc làm một chiếc máy giống iMac G3.

Một ví dụ điển hình của các loại legacy-free PC là iMac G3 (1998) cùng các dòng máy Mac kế nhiệm nó; với việc loại bỏ cổng cũ và thay bằng USB, ban đầu bị chỉ trích nhưng với những thành công sau đó, iMac được coi như sự khởi đầu cho các dòng máy thuộc dạng này.
Với việc hầu hết những chiếc máy tính cá nhân đã không còn chứa các thành phần "legacy" trong những năm cuối thập niên 2010 và đầu 2020, chính thuật ngữ này cũng đã bắt đầu ít thông dụng hơn nhiều (vốn đã rất ít thấy trên các phương tiện truyền thông cũng như trong các văn bản tiếng Việt có chủ đề công nghệ).